# Karl Wagner (Literaturwissenschaftler)
Karl Wagner (* 1950 in Steyr) ist ein österreichischer Literaturwissenschaftler.

## Leben
Nach dem Studium  der Germanistik und Anglistik an der Universität Wien (1970–1976) arbeitete er ab 1976 als Universitätsassistent am Institut für Germanistik in Wien. Er promovierte 1978 mit einer von Werner Welzig betreuten Arbeit über Robert Walser in Wien und der habilitierte sich ebendort 1989 mit einer Arbeit über Peter Rosegger. Sein wichtigster akademischer Lehrer war Wendelin Schmidt-Dengler. Von 1989 bis 1997 war Wagner Universitätsdozent und ab 1997 außerordentlicher Professor an der Universität Wien. 2003 folgte er der Berufung an die Universität Zürich (Nachfolge Peter von Matt). Er hatte Gastprofessuren an den Universitäten Groningen, Leiden, Barcelona, Freiburg/B., Salzburg und an der FU Berlin. 2015 wurde er emeritiert.

## Forschung
Seine Forschungsschwerpunkte sind Literatur des 19. und 20. Jahrhunderts; Gegenwartsliteratur; Literaturtheorie (Literatursoziologie; Narratologie; Theorie und Geschichte nichtfiktionaler Prosaformen); Editionstechnik; Literaturkritik und komparatistische und interdisziplinäre Fragestellungen; Literatur und Wissen(schaft); Wissenschaftsgeschichte. Er hat insbesondere zu den Autoren Robert Walser, Peter Rosegger, Adalbert Stifter, Joseph Roth, Karl Emil Franzos, Thomas Bernhard, Peter Handke und Christoph Ransmayr publiziert. Als seine Hauptfragestellungen wurden das Verhältnis zwischen Provinz und Metropole, Peripherie und Zentrum sowie Heimat- und Antiheimatliteratur und die Auseinandersetzung mit der „Soziokultur des ehemaligen österreichischen Vielvölkerstaates“ genannt.

## Schriften (Auswahl)

### Monografien
- Herr und Knecht. Robert Walsers Roman „Der Gehülfe“. Wien 1980, ISBN 3-7003-0235-5.
- Die literarische Öffentlichkeit der Provinzliteratur. Der Volksschriftsteller Peter Rosegger. Tübingen 1991, ISBN 3-484-35036-9.
- Weiter im Blues. Studien und Texte zu Peter Handke. Bonn 2010, ISBN 978-3-938803-22-6.
- Er war sicher der Begabteste von uns allen. Bernhard, Handke und die österreichische Literatur. Vortrag im Wiener Rathaus am 15. März 2010. Wien 2010, ISBN 978-3-85452-550-9.

### Herausgeberschaft
- Moderne Erzähltheorie. Grundlagentexte von Henry James bis zur Gegenwart. WUV, Wien 2002 (= UTB 2248); 2., erweiterte und aktualisierte Auflage: new academic press, Wien 2015, ISBN 978-3-8252-2248-2.